# Pan Samochodzik
Pan Samochodzik – właściwie Tomasz N.N., postać literacka stworzona przez Zbigniewa Nienackiego i tytułowy bohater serii powieści przygodowych tego autora pt. Pan Samochodzik.

## Postacie

### Pan Samochodzik
Literacki Pan Samochodzik przejął wiele cech Zbigniewa Nienackiego (właściwie Zbigniewa Tomasza Nowickiego). Imię Tomasz jest drugim imieniem autora, natomiast inicjały nazwiska bohatera N.N. kojarzą się z nazwiskiem i pseudonimem pisarza (Nowicki-Nienacki). Litery te mogą też nawiązywać do łacińskiego skrótu nomen nescio (łac. imienia nie znam), stosowanego w dokumentach sądowych jako określenie osoby nieznanej. Nazwisko Pana Samochodzika zresztą generalnie w książkach Nienackiego nie jest wymieniane, a bohater zawsze przedstawia się tylko imieniem. Jedynie w powieści Uroczysko pada zdanie, że nazwisko Tomasza zaczyna się od litery N, a w powieści Pan Samochodzik i złota rękawica bohater zmuszony jest pokazać swój dowód osobisty, gdyż ktoś inny się za niego podawał: wówczas pada stwierdzenie, że nazywa się Tomasz NN (w taki sposób autor to zapisał, bez kropek).
W trzech pierwszych powieściach Tomasz (nie występujący jeszcze jako Pan Samochodzik) pracuje jako dziennikarz, który interesuje się historią i archeologią. Taką właśnie pracę wykonywał Nienacki. Również zawarte opisy wyglądu zewnętrznego i pewne słabostki bohatera utożsamiają go z pisarzem.
Tytułowy Pan Samochodzik jest historykiem sztuki, pracownikiem Departamentu Ochrony Zabytków Ministerstwa Kultury i Sztuki (od tomu Pan Samochodzik i templariusze). Pracuje na stanowisku osoby ds. „specjalnych poruczeń”, którego zadaniem jest rozwiązywanie różnych spraw związanych z kradzieżą, przemytem czy fałszerstwem dzieł sztuki. Faktycznie okazuje się detektywem, który często wykazuje się wiedzą z dziedziny historii, archeologii, historii sztuki, żeglarstwa, ekologii, a nawet wędkarstwa i poezji ludowej. Z tego powodu Pan Samochodzik czasem przyrównywany jest do Dirka Pitta lub Indiany Jonesa.
Pan Samochodzik jako urzędnik jest osobą całkowicie pogodzoną z PRL-owskim systemem, w którym przyszło mu żyć. Ma dobre relacje z Milicją Obywatelską, a nawet sam występuje jako członek ORMO. Niemal w każdej części stoi na straży obowiązków obywatelskich (zwłaszcza w sprawie niszczenia zabytków i ochrony przyrody). Robi to jednak z lekkością i humorem, cechującym pisarstwo Nienackiego. Umoralnianie wszystkich dokoła nie przeszkadza Panu Samochodzikowi być nałogowym palaczem tytoniu. Unika alkoholu, chętnie natomiast pije mocną herbatę i kawę. Jedynym przypadkiem nadużycia alkoholu przez Tomasza jest dwukrotna nadmierna konsumpcja wina porzeczkowego w powieści Uroczysko.
Tomasz N.N. swoje przezwisko zawdzięcza niezwykłemu wehikułowi. Jest to pokraczny, ale niesamowity, odziedziczony po wujku-wynalazcy samochód, zbudowany na bazie rozbitego Ferrari 410 Superamerica, który oprócz rozwijania wielkich prędkości potrafi także pływać i kryje wiele innych innowacji. Historię wehikułu można znaleźć w takich książkach, jak Wyspa Złoczyńców, Pan Samochodzik i templariusze, Księga strachów.
Szefem Pana Samochodzika jest dyrektor Marczak, poprzez którego otrzymuje detektywistyczne zadania. Panu Tomaszowi często towarzyszą przyjaciele, zwykle bardzo młodzi (często są to trzej harcerze) oraz inteligentne i piękne kobiety lub nieco młodsze, zadziorne dziewczyny. Poza tym w każdej części pojawia się grono barwnych postaci. Jednym z najniebezpieczniejszych przeciwników Tomasza N.N. jest Waldemar Batura, historyk sztuki, niegdyś bliski kolega ze studiów, później handlarz antyków, czasem złodziej i przemytnik.

### Waldemar Batura
Waldemar Batura to drugoplanowa negatywna postać fikcyjna z cyklu książek o Panu Samochodziku. Występuje w czterech częściach cyklu: w Niesamowitym dworze, Panu Samochodziku i zagadkach Fromborka, Panu Samochodziku i Niewidzialnych oraz w Panu Samochodziku i złotej rękawicy. Studiował razem z Panem Samochodzikiem historię sztuki, będąc najlepszym studentem na wydziale. Osoba o wielkim sprycie i żyłce detektywistycznej. W odróżnieniu od Pana Samochodzika swoje zdolności wykorzystywał wyłącznie w celach zarobkowych, niejednokrotnie łamiąc prawo.
W książkach występował jako człowiek o nienagannych manierach, gustownie ubrany, poruszający się drogimi samochodami (np. BMW w Złotej rękawicy). Mimo że Pan Samochodzik uważał go za swojego najgroźniejszego przeciwnika, jednocześnie szczerze podziwiał jego ogromną wiedzę w dziedzinie historii sztuki oraz zdolności detektywistyczne. Doceniał również to, że chociaż dzięki niemu Batura kilka razy trafił do więzienia, to zawsze zachowywał się  w stosunku do niego jak dżentelmen.
W Testamencie rycerza Jędrzeja umiera w wyniku postrzału. Z opowieści jego syna Jerzego dowiadujemy się, że Batura w bliżej nieokreślonych okolicznościach zasłonił własnym ciałem zakładniczkę porywacza. Lekarze byli bezradni. W ostatnim dniu życia wykonał pożegnalny telefon do pana Tomasza. Jerzy Batura przyznał później w rozmowie z Panem Samochodzikem, że ojciec w ostatnich chwilach życia wyrażał się z wielkim szacunkiem o Tomaszu NN, wręcz stawiając go jako przykład do naśladowania.

## Książki

### Tomy autorstwa Zbigniewa Nienackiego
W pierwszych trzech powieściach, Tomasz, pierwowzór Pana Samochodzika, nie jest jeszcze historykiem sztuki, ale dziennikarzem. Są to:
- Uroczysko (wyd. 1957)
- Skarb Atanaryka (wyd. 1960)
- Pozwolenie na przywóz lwa (wyd. 1961)

W latach 1964–1985 Zbigniew Nienacki napisał i wydał 12 przygód Pana Samochodzika (kolejność i tytuł według daty pierwszego wydania):
1. Wyspa Złoczyńców (wyd. 1964)
2. Pan Samochodzik i templariusze (wyd. 1966)
3. Księga strachów (wyd. 1967)
4. Niesamowity dwór (wyd. 1970)
5. Nowe przygody Pana Samochodzika (wyd. 1970)
6. Pan Samochodzik i zagadki Fromborka (wyd. 1972)
7. Pan Samochodzik i Fantomas (wyd. 1973)
8. Pan Samochodzik i tajemnica tajemnic (wyd. 1975)
9. Pan Samochodzik i Winnetou (wyd. 1976)
10. Pan Samochodzik i Niewidzialni (wyd. 1977)
11. Pan Samochodzik i złota rękawica (wyd. 1979)
12. Pan Samochodzik i człowiek z UFO (wyd. 1985)

W wydanej w 1964 roku Wyspie złoczyńców Tomasz N.N. po raz pierwszy wyjaśnia, że ukończył historię sztuki i przez kilka lat pracował w prowincjonalnych muzeach, by ostatecznie podjąć pracę w Centralnym Zarządzie Muzeów, gdzie zajmuje się poszukiwaniem zaginionych zbiorów muzealnych oraz walką z fałszerzami dzieł sztuki. W tomie tym pojawia się też po raz pierwszy jego wehikuł oraz związany z nim przydomek Tomasza "Pan Samochodzik".
Pierwotnie wszystkie części ukazywały się jako oddzielne powieści, w różnych wydawnictwach (głównie „Nasza Księgarnia”) i różnej szacie graficznej. Nie zawsze też kolejność wydania pokrywała się z kolejnością napisania książki lub wewnętrzną chronologią.
W latach 1980–1987 olsztyńskie Wydawnictwo Pojezierze jako pierwsze uporządkowało i wznowiło wszystkie części w jednorodnej szacie graficznej (tzw. „biała seria”). Poprawioną przez autora serię ilustrował Szymon Kobyliński (z wyjątkiem części 8). „Biała seria” cieszyła się wielką popularnością czytelników (każdy tom osiągnął nakład ponad 100 tys. egz.). Numeracja w „białej serii” nieco różni się od podanej według pierwszego wydania zmianą kolejności w pozycjach 6 i 7:

6. Pan Samochodzik i Fantomas

7. Pan Samochodzik i zagadki Fromborka

Po sukcesie „białej serii” Wydawnictwo Pojezierze w roku 1988 zaczęło wznawiać powieści o Panu Samochodziku w nowych okładkach (tak zwana „kolorowa seria”) również z rysunkami Szymona Kobylińskiego. Do roku 1991, w którym upadło wydawnictwo, wydano 7 tomów. „Kolorową serię” dokończyło w 1992 wydawnictwo „Euro”, założone przez byłych pracowników „Pojezierza”.
Zarówno „biała”, jak i „kolorowa seria” są traktowane przez miłośników Pana Samochodzika, jako swoisty „kanon”.
W latach 1993–1996 Oficyna Wydawnicza „Warmia” z Olsztyna (powstała z przekształcenia się spółki „Euro”), we współpracy ze Zbigniewem Nienackim, wznowiła serię Pan Samochodzik i... (ze względu na szatę graficzną, zwaną „czarną serią”). Nienacki postanowił włączyć do niej również trzy wcześniejsze powieści o przygodach Tomasza. Zostały one nieco poprawione przez pisarza, aby jako prequele pasowały do serii. Pierwszy chronologicznie tom nosi numer „0”, gdyż decyzja o jego włączeniu do serii zapadła już po rozpoczęciu druku.
W notce zamieszczonej w drugim tomie autor i wydawcy wyjaśnili, że seria została "poprawiona i uzupełniona oraz że niektórym tomom przywrócono pierwotne, oryginalne tytuły, takie, jakie leżały w zamierzeniach literackich autora, ale zostały zmienione przez poprzednich wydawców". Nieco zmieniono również kolejność tomów.
Powieści Pan Samochodzik i... w „czarnej serii” wydawnictwa Warmia:
1. Pierwsza przygoda Pana Samochodzika (dawniej: Pozwolenie na przywóz lwa)
2. Pan Samochodzik i skarb Atanaryka (dawniej: Skarb Atanaryka)
3. Pan Samochodzik i święty relikwiarz (dawniej: Uroczysko)
4. Pan Samochodzik i Wyspa złoczyńców
5. Pan Samochodzik i templariusze
6. Pan Samochodzik i Dziwne szachownice (dawniej: Księga strachów)
7. Pan Samochodzik i Niesamowity dwór
8. Pan Samochodzik i Kapitan Nemo (dawniej: Nowe przygody Pana Samochodzika)
9. Pan Samochodzik i Fantomas
10. Pan Samochodzik i zagadki Fromborka
11. Pan Samochodzik i tajemnica tajemnic
12. Pan Samochodzik i Winnetou
13. Pan Samochodzik i Niewidzialni
14. Pan Samochodzik i złota rękawica
15. Pan Samochodzik i Nieśmiertelny (dawniej: Pan Samochodzik i człowiek z UFO)

W latach 1996–2001 całą serię 15 powieści wydał „Świat Książki”. Poza okładką i szatą graficzną, powielono wszystkie zmiany „czarnej serii”.
Wydania całej serii 12 tomów podjęło się wydawnictwo „Siedmioróg” (do października 2010 roku ukazało się 12 części). Seria cechuje się kolorową szatą graficzną opracowaną przez Katarzynę Kołodziej oraz w większości kopiuje tytuły z „białej serii” (z wyjątkiem tomu Nowe przygody Pana Samochodzika wydanego jako Pan Samochodzik i Kapitan Nemo).
W sierpniu 2015 Wydawnictwo Edipresse-Kolekcje SA w zaplanowanej na 22 tomy serii Klub Książki Przygodowej podjęło się opublikowania 15 tomów książek o Panu Samochodziku (pozostałe tomy to książki Adama Bahdaja) w następującym porządku i z podanymi niżej tytułami:
1. Pan Samochodzik i Wyspa złoczyńców (ukazał się w sierpniu 2015, ISBN 978-83-7989-747-6)
2. Pan Samochodzik i templariusze (ukazał się w sierpniu 2015, ISBN 978-83-7989-748-3)
3. Pan Samochodzik i Księga strachów (ukazał się we wrześniu 2015, ISBN 978-83-7989-749-0)
4. Pan Samochodzik i niesamowity dwór (ukazał się we wrześniu 2015, ISBN 978-83-7989-750-6)
5. Pan Samochodzik i Kapitan Nemo (ukazał się we wrześniu 2015, ISBN 978-83-7989-751-3)
6. Pan Samochodzik i Fantomas (ukazał się w październiku 2015, ISBN 978-83-7989-752-0)
7. Pan Samochodzik i zagadki Fromborka (ukazał się w październiku 2015, ISBN 978-83-7989-753-7)
8. Pan Samochodzik i tajemnica tajemnic (ukazał się w listopadzie 2015, ISBN 978-83-7989-754-4)
9. Pan Samochodzik i Winnetou (ukazał się w listopadzie 2015, ISBN 978-83-7989-755-1)
10. Pan Samochodzik i Niewidzialni (ukazał się w grudniu 2015, ISBN 978-83-7989-756-8)
11. Pan Samochodzik i złota rękawica (ukazał się w grudniu 2015, ISBN 978-83-7989-757-5)
12. Pan Samochodzik i człowiek z UFO (ukazał się w styczniu 2016, ISBN 978-83-7989-758-2)
13. Pierwsza przygoda Pana Samochodzika (ukazał się w styczniu 2016, ISBN 978-83-7989-759-9)
14. Pan Samochodzik i skarb Atanaryka (ukazał się w lutym 2016, ISBN 978-83-7989-760-5)
15. Pan Samochodzik i uroczysko (jeszcze w tomie 4 serii zapowiadany jako Pan Samochodzik i święty relikwiarz; ukazał się w lutym 2016, ISBN 978-83-7989-761-2)[3][4].

Pojedyncze tomy przygód Pana Samochodzika wydały również inne wydawnictwa.

### Tomy wydane po śmierci Zbigniewa Nienackiego
Zbigniew Nienacki przed śmiercią pracował nad nowym tomem pt. Nieuchwytny kolekcjoner. Został on dokończony, zgodnie z wcześniejszą sugestią Nienackiego, przez jego przyjaciela Jerzego Ignaciuka i wydany przez „Warmię” w 1997. W serii wydano też nie mającą pierwotnie nic wspólnego z Panem Samochodzikiem młodzieńczą powieść Nienackiego z lat 50. Zabójstwo Herakliusza Pronobisa, przerobioną przez Ignaciuka. Stąd lista powiększyła się o dwie powieści:
1. Pan Samochodzik i nieuchwytny kolekcjoner, Nienacki/Ignaciuk, 1997 (książka dokończona pośmiertnie, wydana pod nazwiskiem Nienacki)
2. Pan Samochodzik i testament rycerza Jędrzeja, Nienacki/Ignaciuk, 1997 (książka ponownie napisana przez Jerzego Ignaciuka na podstawie powieści Nienackiego pt. Zabójstwo Herakliusza Pronobisa, wydana pod nazwiskiem Nienackiego)

### Tomy autorstwa innych pisarzy
Po śmierci Zbigniewa Nienackiego olsztyńskie Wydawnictwo „Warmia” uzyskało od spadkobierców autora zgodę na kontynuowanie serii. Zadanie powierzono cenionemu przez Nienackiego pisarzowi Jerzemu Ignaciukowi (pod pseudonimem Jerzy Szumski), który uwspółcześnił realia, zachowując jednocześnie konwencję klasycznych „samochodzików”. Odtąd Tomaszowi N.N. towarzyszy młodszy pomocnik, Paweł Daniec, były komandos i również historyk sztuki (jest on również narratorem większości nowych powieści). Wysportowany i błyskotliwy Daniec z założenia miał być przeciwieństwem Pana Samochodzika, jednak w najnowszych pozycjach coraz bardziej przypomina swojego mistrza. Postać ta wzbudziła kontrowersje wśród miłośników oryginalnej twórczości Zbigniewa Nienackiego, podobnie jak pomysł zastąpienia słynnego wehikułu nowoczesnym jeepem (w najnowszych książkach wehikuł powrócił).
Z czasem oprócz Ignaciuka-Szumskiego kontynuacją serii zajęli się inni pisarze. Po śmierci Ignaciuka powieści pisała głównie trójka: Olszakowski, Miernicki i Niemirski, z których każdy nadał postaciom swój charakterystyczny rys. Z czasem do współpracy przy „samochodzikach” zaproszono kilka nowych osób.
Od tomu 106 Willa Anna Wydawnictwo „Warmia” odstąpiło od tytułu Pan Samochodzik i... oraz wykorzystywania postaci Tomasza N.N. w kolejnych książkach, który od dawna pojawiał się jedynie dla uzasadnienia tytułu serii, a jego wpływ na przebieg akcji był znikomy. Odtąd Paweł Daniec – wykreowany przez Wydawnictwo 'Warmia” główny bohater serii od tomu 17 – rozwiązuje zagadki historyczne bez udziału Pana Tomasza.
Pisarze kontynuacji Pana Samochodzika (pod pseudonimami):
- Jerzy Szumski (Jerzy Ignaciuk) – 4 powieści
- Sebastian Miernicki (Sebastian Mierzyński) – 27 powieści
- Tomasz Olszakowski (Andrzej Pilipiuk) – 19 powieści
- Arkadiusz Niemirski – 16 powieści
- Iga Karst – 3 powieści
- Jacek Mróz (Józef Jacek Rojek) – 2 powieści
- Józef Burny (Józef Burniewicz) – 2 powieści
- Krzysztof Zagórski – 2 powieści
- Marek Żelech (Marek Żelkowski) – 13 powieści
- Maciek Horn – 1 powieść
- Jakub Czarnik (także pod ps. Jakub Czarny) – 12 powieści
- Andrzej Irski (Ireneusz Sewastianowicz) – 19 powieści
- Paweł Wiliński – 9 powieści
- Luiza Frosz – 3 powieści
- Konrad Kuśmirak – 1 powieść
- Kamil Kozakowski – 1 powieść
- Amos Oskar Ajchel – 1 powieść
- Bartłomiej Giziński – 3 powieści
- Łukasz Supel – 4 powieści
- Grzegorz Szmatuła – 1 powieść
- Stefan Kot – 4 powieści
- Maciej Burski-Walden –2 powieści
- Władysław Gruber - 1 powieść

W serii ukazały się następujące pozycje (opracowanie graficzne serii: Andrzej Mierzyński):
- Kindżał Hasan-Beja, Jerzy Szumski, styczeń 1997
- Pan Samochodzik i Bursztynowa Komnata (2 tomy), Jerzy Szumski, styczeń 1998
- Pan Samochodzik i Złoto Inków (2 tomy), Jerzy Szumski, styczeń 1999
- Arka Noego, Tomasz Olszakowski, styczeń 1999
- Rubinowa Tiara, Tomasz Olszakowski, styczeń 1999
- Twierdza Boyen, Sebastian Miernicki, 1999
- Floreny z Zalewa, Jerzy Szumski, 2000
- Tajemnice warszawskich fortów, Tomasz Olszakowski, 2000
- Skarby Wikingów (2 tomy), Arkadiusz Niemirski, 2000
- Zaginiony pociąg, Tomasz Olszakowski, 2000
- Skarb generała Samsonowa (2 tomy), Sebastian Miernicki, 2000
- Sekret alchemika Sędziwoja, Tomasz Olszakowski, kwiecień 2001
- Kaukaski Wilk, Sebastian Miernicki, kwiecień 2001
- Arsen Lupin (2 tomy), Arkadiusz Niemirski, lipiec 2001
- Zaginione poselstwo, Tomasz Olszakowski, październik 2001
- Skrytka Tryzuba, Sebastian Miernicki, październik 2001
- Pan Samochodzik i Łup barona Ungerna, Tomasz Olszakowski, grudzień 2001
- Amerykańska przygoda, Arkadiusz Niemirski, marzec 2002
- Europejska przygoda, Arkadiusz Niemirski, marzec 2002
- Zagubione miasto, Tomasz Olszakowski, kwiecień 2002
- Wilhelm Gustloff, Sebastian Miernicki, kwiecień 2002
- Przemytnicy, Arkadiusz Niemirski, czerwiec 2002
- Wynalazek inżyniera Rychnowskiego, Tomasz Olszakowski, czerwiec 2002
- Potomek szwedzkiego admirała, Tomasz Olszakowski, czerwiec 2002
- Operacja Królewiec, Sebastian Miernicki, wrzesień 2002
- Ikona z Warszawy, Tomasz Olszakowski, wrzesień 2002
- Buzdygan hetmana Mazepy, Sebastian Miernicki, wrzesień 2002
- Czarny książę, Tomasz Olszakowski, grudzień 2002
- Fałszerze, Arkadiusz Niemirski, grudzień 2002
- Bractwa rycerskie, Sebastian Miernicki, grudzień 2002
- Więzień Jasnej Góry, Tomasz Olszakowski, styczeń 2003
- Zagadka kaszubskiego rodu, Arkadiusz Niemirski, styczeń 2003
- Pruska korona, Sebastian Miernicki, luty 2003
- Brązowy notes, Tomasz Olszakowski, kwiecień 2003
- Krzyż lotaryński, Arkadiusz Niemirski, kwiecień 2003
- Szaman, Sebastian Miernicki, kwiecień 2003
- Gocki książę, Sebastian Miernicki, 2003
- Stara księga, Arkadiusz Niemirski, 2003
- Relikwia krzyżowca, Sebastian Miernicki, listopad 2003
- Adam z Wągrowca, Tomasz Olszakowski, listopad 2003
- Złoty Bafomet, Arkadiusz Niemirski, listopad 2003
- Baszta Nietoperzy, Jacek Mróz, 2003
- Rodzinny talizman, Józef Burny, 2003
- Pasażer Von Steubena, Sebastian Miernicki, grudzień 2003
- Zakładnicy, Arkadiusz Niemirski, 2004
- Zamek Czocha, Sebastian Miernicki, 2004
- Mumia egipska, Tomasz Olszakowski, marzec 2004
- Diable wiano, Tomasz Olszakowski, maj 2004
- Joannici, Sebastian Miernicki, maj 2004
- Kradzież w Nieporęcie, Arkadiusz Niemirski, 2004
- Królewska baletnica, Sebastian Miernicki, październik 2004
- Relikwiarz świętego Olafa, Tomasz Olszakowski, październik 2004
- Strachowisko, Józef Burny, październik 2004
- Rękopis z Poznania, Jacek Mróz, styczeń 2005
- Włamywacze, Arkadiusz Niemirski, 2005
- Siódmy wojownik, Sebastian Miernicki, 2005
- Sztolnia „Hexe”, Sebastian Miernicki, 2005
- Wawelskie regalia, Krzysztof Zagórski, 2005
- Projekt „Chronos”, Arkadiusz Niemirski, 2005
- Perły księżnej Daisy, Iga Karst, wrzesień 2005
- Zamek w Chęcinach, Tomasz Olszakowski, wrzesień 2005
- Przesyłka z Petersburga, Sebastian Miernicki, grudzień 2005
- Szyfr profesora Kraka, Sebastian Miernicki, grudzień 2005
- Święty Graal, Arkadiusz Niemirski, kwiecień 2006
- Listy Mikołaja Kopernika, Sebastian Miernicki, kwiecień 2006
- Atlantyda, Arkadiusz Niemirski, kwiecień 2006
- Zamek w Malborku, Sebastian Miernicki, październik 2006
- Knyszyńskie klejnoty, Krzysztof Zagórski, październik 2006
- Wyspa Sobieszewska, Sebastian Miernicki, październik 2006
- Podziemia Wrocławia, Iga Karst, luty 2007
- Truso, Maciek Horn, luty 2007
- „Lalka”, Jakub Czarny, luty 2007
- Janosik, Sebastian Miernicki, czerwiec 2007
- Zamek w Baranowie Sandomierskim, Sebastian Miernicki, 2007
- Zamek w Rynie, Sebastian Miernicki, 2007
- Pałac Kultury i Nauki, Jakub Czarny, listopad 2007
- El Greco, Jakub Czarny, listopad 2007
- Wyklęci mistrzowie, Jakub Czarny, kwiecień 2008
- Eldorado, Iga Karst, kwiecień 2008
- Toruńska tajemnica, Marek Żelech, kwiecień 2008
- Castrum Doloris, Jakub Czarny, styczeń 2009
- Płonący miecz, Jakub Czarny, styczeń 2009
- Bractwo Dębu, Marek Żelech, czerwiec 2009
- Napoleoński dragon, Sebastian Miernicki, czerwiec 2009
- Obraz Rafaela, Jakub Czarnik, grudzień 2009
- Biblia Lutra, Jakub Czarnik, grudzień 2009
- Fortepian Chopina, Jakub Czarnik, czerwiec 2010
- Klasztor w Zagórzu, Jakub Czarnik, czerwiec 2010
- Skarby iławskiego ratusza, Jakub Czarnik, maj 2011
- Willa „Anna”, Jakub Czarnik, listopad 2011
- Królestwo na krańcu świata, Marek Żelech, listopad 2011
- Promienie śmierci, Marek Żelech, grudzień 2012
- Machina chaosu, Marek Żelech, grudzień 2012
- Skarb UB, Andrzej Irski, grudzień 2012
- Zagubiony rękopis, Marek Żelech, czerwiec 2013
- Leśna samotnia, Andrzej Irski, czerwiec 2013
- Depozyt hrabiego Paca, Andrzej Irski, czerwiec 2013
- Duchy piramidy w Rapie, Andrzej Irski, grudzień 2013
- Wieczne miasto, Paweł Wiliński, grudzień 2013
- Sekret drewnianej kapliczki, Paweł Wiliński, grudzień 2013
- Ukryta biblioteka, Marek Żelech, grudzień 2013
- Tablice Mormonów, Andrzej Irski, kwiecień 2014
- Skrzynie Sturmbannfuhrera, Luiza Frosz, kwiecień 2014
- Pałac w Samostrzelu, Paweł Wiliński, kwiecień 2014
- Ostatnia Komandoria, Konrad Kuśmirak, kwiecień 2014
- Pamiętniki Gaudiego, Kamil Kozakowski, czerwiec 2014
- Lwy ze Starej Wody, Amos Oskar Ajchel, czerwiec 2014
- Sztucery Göringa, Andrzej Irski, czerwiec 2014
- Dwór Artusa w Toruniu, Paweł Wiliński, grudzień 2014
- Projekt „Perseusz”, Marek Żelech, grudzień 2014
- Powstańcza Kasa, Andrzej Irski, grudzień 2014
- Ciechocińska Macewa, Paweł Wiliński, maj 2015
- Zamek w Głogówku, Bartłomiej Giziński, maj 2015
- Jacht ze Sztynortu, Andrzej Irski, maj 2015
- Skrzynia z Egiptu, Paweł Wiliński, październik 2015
- Oficer Widmo, Luiza Frosz, październik 2015
- Karolinka z Gogolina, Bartłomiej Giziński, październik 2015
- Rabusie w Sanktuarium, Andrzej Irski, październik 2015
- Kosztowności rodu Paców, Bartłomiej Giziński, kwiecień 2016
- Mysia Wieża w Kruszwicy, Paweł Wiliński, kwiecień 2016
- Klątwa Jaćwingów, Andrzej Irski, kwiecień 2016
- Bibliofilka z Inowrocławia, Paweł Wiliński, październik 2016
- Spadek księcia Światopełka, Andrzej Irski, październik 2016
- Taśmy zbrodni, Andrzej Irski, październik 2016
- Labirynt Behemota, Marek Żelech, marzec 2017
- Duch z Kazimierza Dolnego, Luiza Frosz, marzec 2017
- Kronikarz z UPA, Andrzej Irski, marzec 2017
- Śledztwo w Brześciu Kujawskim, Paweł Wiliński, marzec 2017
- Upiór znad Biebrzy, Andrzej Irski, wrzesień 2017
- Kuferek ojca Alfonsa, Andrzej Irski, wrzesień 2017
- Ślad Wilkołaka, Andrzej Irski, grudzień 2017
- Wiedźma ze Świętajna, Andrzej Irski, maj 2018
- Zaginiony autobus, Łukasz Supel, wrzesień 2018
- Droga na złomowisko, Marek Żelech, grudzień 2018
- Szkatułka „Łupaszki”, Andrzej Irski, czerwiec 2019
- Escape Castle, Marek Żelech, czerwiec 2019
- Zagadka wrocławskiego toru, Łukasz Supel, wrzesień 2019
- Strachy z Ublika, Andrzej Irski, styczeń 2020
- Tajemniczy sarkofag, Grzegorz Szmatuła, styczeń 2020
- Okruchy przeszłości, Marek Żelech, lipiec 2020
- Pocztówka z Grunwaldu, Łukasz Supel, lipiec 2020
- Artefakty z Godziszewa, Stefan Kot, marzec 2021
- Rzymska kohorta, Maciej Burski-Walden, marzec 2021
- Korona króla Popiela, Łukasz Supel, lipiec 2021
- Romański krzyż, Stefan Kot, lipiec 2021
- Zaszyfrowana przeszłość, Marek Żelech, kwiecień 2022
- Zabytek z koprolitu, Stefan Kot, kwiecień 2022
- Skarb przeoryszy, Władysław Gruber, czerwiec 2023
- Wojownicy z Szeberghan, Maciej Burski-Walden, czerwiec 2023
- Zagadki Drahimia, Stefan Kot, czerwiec 2023

### Książki o Panu Samochodziku
W 2009 roku, nakładem wydawnictwa „Nowy Świat”, ukazała się pierwsza publikacja książkowa, poświęcona Panu Samochodzikowi: Pan Samochodzik i jego autor (ISBN 978-83-7386-329-3). Jej autorem jest Piotr Łopuszański. Także w 2009 roku w Olsztynie nakładem Wydawnictwa Warmia ukazała się książka Mariusza Szylaka Zbigniew Nienacki, życie i twórczość. W 2020 roku nakładem wydawnictwa CM ukazał się przewodnik po Polsce Na tropie Pana Samochodzika autorstwa Emila Roszewskiego.

## Ekranizacje i nawiązania

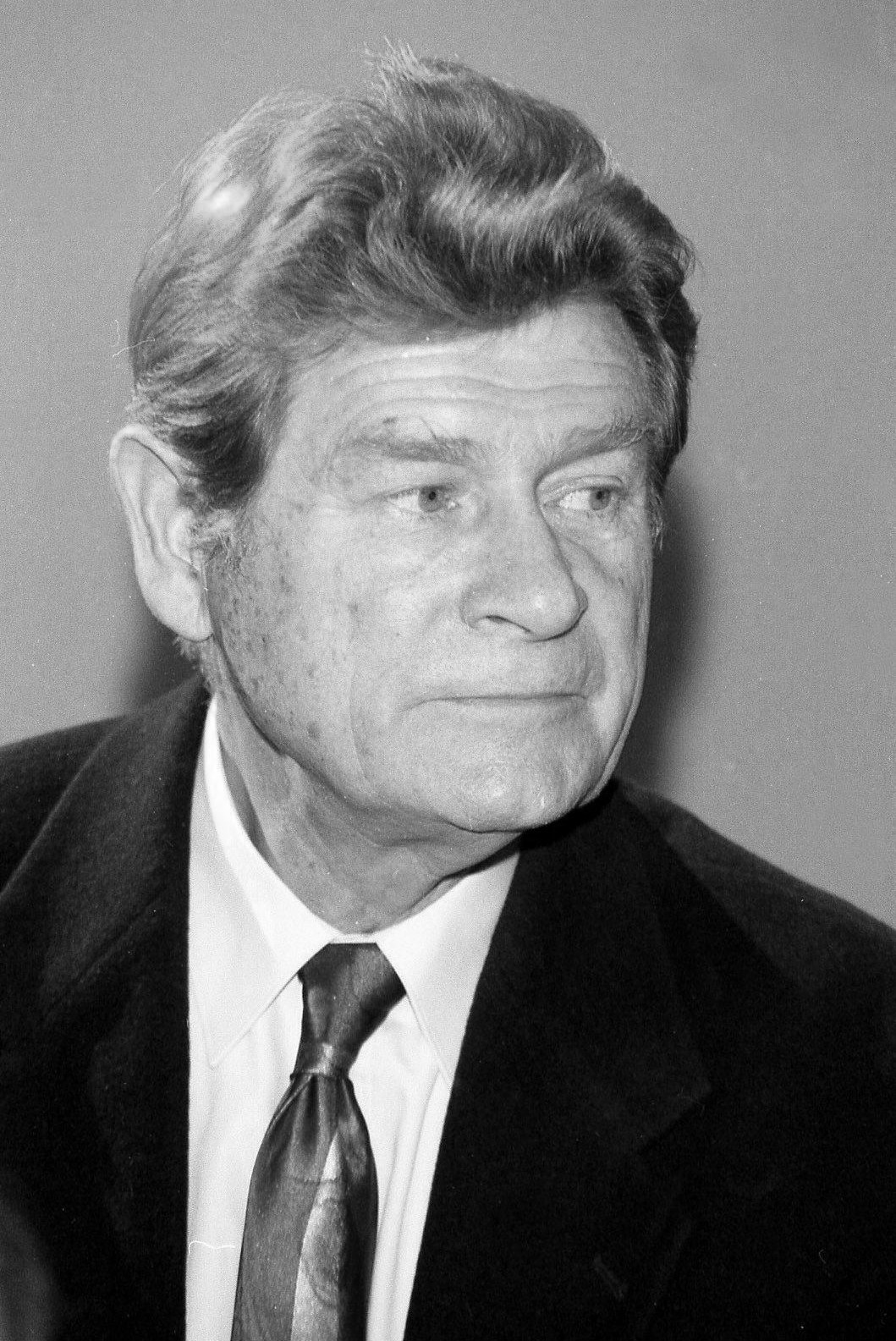
Stanisław Mikulski wystąpił w głównej roli w serialu Samochodzik i templariusze

Na podstawie książek o przygodach Pana Samochodzika autorstwa Zbigniewa Nienackiego powstało pięć filmów fabularnych i serial telewizyjny:
- Wyspa Złoczyńców (1965, reż. Stanisław Jędryka) na podstawie tomu Wyspa Złoczyńców; czarno-biały
- Samochodzik i templariusze (1971, reż. Hubert Drapella, 5 odcinków) na podstawie tomu Pan Samochodzik i templariusze; czarno-biały
- Pan Samochodzik i niesamowity dwór (1986, reż. Janusz Kidawa) na podstawie tomu Niesamowity dwór
- Pan Samochodzik i praskie tajemnice (1988, reż. Kazimierz Tarnas) na podstawie tomu Pan Samochodzik i tajemnica tajemnic
- Latające machiny kontra Pan Samochodzik (1991, reż. Janusz Kidawa) na podstawie tomu Pan Samochodzik i złota rękawica
- Pan Samochodzik i templariusze (2023, reż. Antoni Nykowski) na podstawie tomu Pan Samochodzik i templariusze

W zbiorach Filmoteki Narodowej znajdują się pierwotne scenariusze, które po wielu zmianach i przeróbkach zaistniały na ekranie w mocno zmienionej formie: 
- Niesamowity dwór (1971), scenariusz serialu TV – adaptacja powieści Niesamowity dwór (zrealizowany jako Pan Samochodzik i niesamowity dwór)[6]
- Nowe przygody Pana Samochodzika (1986), scenariusz filmu fabularnego autorstwa Janusza Kidawy - adaptacja dwóch powieści: Nowe przygody Pana Samochodzika i Pan Samochodzik i złota rękawica (zrealizowany jako Latające machiny kontra Pan Samochodzik)[7]
- Pan Samochodzik i tajemnica tajemnic (1986), scenariusz filmu fabularnego autorstwa Martina Bezouska i Dušana Kukala - adaptacja powieści: Pan Samochodzik i tajemnica tajemnic (zrealizowany jako Pan Samochodzik i praskie tajemnice)[8]

W 2021 roku polska firma producencka Orphan Studios poinformowała o nabyciu praw do ekranizacji powieści o Panu Samochodziku, napisanych przez Zbigniewa Nienackiego w latach 1957-1985. Umowa została podpisana ze spadkobiercą autora, jego wnukiem, Tomaszem Nowickim. Na podstawie powieści, zgodnie z umową, stworzone miały zostać zarówno filmy kinowe i telewizyjne, jak i seriale. W marcu 2023 roku platforma streamingowa Netflix ogłosiła w planach premier na 2023 rok film "Pan Samochodzik i templariusze" z Mateuszem Janickim w głównej roli.  

### Wydania DVD
Seria filmów o Panu Samochodziku ukazała się także na DVD. Najpierw Telewizja Polska wydała Pan Samochodzik i Templariusze; następnie ukazała się Wyspa złoczyńców wydana przez Best Film CO. Filmy: Pan Samochodzik i niesamowity dwór, Pan Samochodzik i praskie tajemnice oraz Latające machiny kontra Pan Samochodzik wydało Wydawnictwo Telewizji Kino Polska w formie boxu.

### Konkurs
Od 2013 r. skupiające fanów twórczości Zbigniewa Nienackiego Forum Miłośników Pana Samochodzika organizuje konkurs na najlepszą Samochodzikową Książkę Roku.

### Wystawy
W dniach 5 maja – 30 czerwca 2010 w Galerii pod Regałami w Lesznie odbyła się wystawa Z Panem Samochodzikiem przez pół wieku (1957-2010) zrealizowana ze środków Ministerstwa Kultury i Dziedzictwa Narodowego. Prezentowano wydania książkowe, ilustracje, fotografie związane z miejscami akcji, mapy i inne. Wystawę powiązano z warsztatami detektywistycznymi dla młodzieży. Gośćmi byli m.in. Arkadiusz Niemirski i Sebastian Mierzyński.
W dniach 28 czerwca 2019 – 31 sierpnia 2019 w Muzeum Ziemi Nadnoteckiej im. Wiktora Stachowiaka w Trzciance odbyła się wystawa Wielka wędrówka Czesława Białasa. Życiorys Czesława Białasa zainspirował Zbigniewa Nienackiego do stworzenia postaci Wiesława Kamasa Wielkiego Bobra, który pojawił się w powieściach Pan Samochodzik i Winnetou oraz Pan Samochodzik i Niewidzialni. Wystawę objęło patronatem Forum Miłośników Pana Samochodzika.
W Muzeum Pałac Schoena w Sosnowcu zorganizowano wystawę pt. Pan Samochodzik i... skarby muzeów (21 listopada 2019 – 12 stycznia 2020), którą patronatem objęło m.in. Forum Miłośników Pana Samochodzika. Ukazuje ona związki między działalnością archeologiczną a postacią Pana Samochodzika i jego wizerunkiem utrwalonym w kulturze masowej.
W dniu 4 sierpnia 2020 w Miejskiej Bibliotece Publicznej w Iławie otwarta została wystawa Pan Samochodzik i Iława. Patronat nad wystawą objęło Forum Miłośników Pana Samochodzika.
Publikacja naukowa
W roku 2018 w biuletynie Stowarzyszenia Historyków Sztuki w tomie "Historia sztuki na co dzień. Studia z historii sztuki.” będącym pokłosiem wcześniejszej sesji naukowej zorganizowanej w oddziale SHS w Poznaniu, podczas której historycy sztuki z różnych ośrodków w kraju przedstawiali problemy funkcjonowania historii sztuki w przestrzeni społecznej (popularyzacja wiedzy o sztuce, programy nauczania, turystyka kulturowa, literatura, film) ukazał się artykuł Jarosława Manickiego poświęcony w całości postaci Pana Samochodzika - „Geneza i moment narodzin postaci historyka sztuki w twórczości Zbigniewa Nienackiego” (s. 125 – 138). 
Autor artykułu odwołując się do licznych źródeł opisujących literacką postać Tomasza N. N. (dwóch publikacji książkowych, licznych artykułów prasowych, a przede wszystkim do własnej lektury książek Z. Nienackiego i czterogodzinnej osobistej rozmowy z pisarzem w jego domu w Jerzwałdzie, która miała miejsce w sierpniu 1994 r. tj. miesiąc przed śmiercią twórcy postaci Pana Samochodzika) przedstawia precyzyjny opis dochodzenia do pomysłu stworzenia takiego bohatera dla młodzieży oraz jego późniejszą ewolucję. 
Odnosząc się do historii wehikułu Pana Tomasza J. Manicki wskazuje na książkę Ericha Remarque’a „Trzej towarzysze”, na której stronach występuje "niepełny pierwowzór" tegoż wehikułu. 
W artykule jest również mowa o niezrealizowanych niestety pomysłach Zbigniewa Nienackiego odnoszących się do stworzonej przez niego postaci literackiej. Artykuł zawiera ponadto materiał ilustracyjny, między innymi trzy zdjęcia pisarza z sierpnia 1994 r. zrobione w jego domu w Jerzwałdzie.